# Campionato europeo della montagna 2014
Il Campionato europeo della montagna 2014, sessantaquattresima edizione della manifestazione organizzata dalla Federazione Internazionale dell'Automobile, si è svolta tra l'11 aprile e il 21 settembre 2014 su dodici tappe da disputarsi in altrettanti paesi.
Il campione uscente, l'italiano Simone Faggioli, dopo i trionfi conseguiti con le vetture Osella, passò alla casa francese Norma e al volante di una M20 FC si aggiudicò il suo settimo titolo continentale (il sesto consecutivo) nella Categoria II, vincendo ben 11 gare sulle 12 totali e ottenendo quindi il massimo dei punti disponibili (250). In Categoria I primeggiò invece il macedone Igor Stefanovski su una Mitsubishi Lancer Evo IX di Gr. N.

## Calendario prove[1]
| Tappa | Data         | Corsa                                             | Sede                       | Vincitore                       |
| ----- | ------------ | ------------------------------------------------- | -------------------------- | ------------------------------- |
| 1     | 11 aprile    | Course de Côte de St Jean du Gard - Col St Pierre | Saint-Jean-du-Gard Francia | Simone Faggioli - Norma M20 FC  |
| 2     | 25 aprile    | Grosser Bergpreis von Österreich, Rechberg        | Tulwitz Austria            | Simone Faggioli - Norma M20 FC  |
| 3     | 10 maggio    | 35ª Rampa Internacional da Falperra               | Braga Portogallo           | Simone Faggioli - Norma M20 FC  |
| 4     | 16 maggio    | XLIII Subida Internacional al Fito                | Arriondas Spagna           | Simone Faggioli - Norma M20 FC  |
| 5     | 7 giugno     | ECCE HOMO Sternberk                               | Šternberk Rep. Ceca        | Simone Faggioli - Norma M20 FC  |
| 6     | 13 giugno    | Limanowa                                          | Limanowa Polonia           | Miloš Beneš - Osella FA30-Zytek |
| 7     | 27 giugno    | 53ª Coppa Paolino Teodori                         | Ascoli Piceno Italia       | Simone Faggioli - Norma M20 FC  |
| 8     | 19 luglio    | Dobšinský kopec 2014                              | Dobšiná Slovacchia         | Simone Faggioli - Norma M20 FC  |
| 9     | 25 luglio    | ADAC Glasbachrennen                               | Steinbach Germania         | Simone Faggioli - Norma M20 FC  |
| 10    | 16 agosto    | Course de côte St-Ursanne - Les Rangiers          | Saint-Ursanne Svizzera     | Simone Faggioli - Norma M20 FC  |
| 11    | 30 agosto    | 20. GHD Ilirska Bistrica 2014                     | Ilirska Bistrica Slovenia  | Simone Faggioli - Norma M20 FC  |
| 12    | 21 settembre | Buzetski dani 2014                                | Buzet Croazia              | Simone Faggioli - Norma M20 FC  |

## Classifiche[14]
Venivano scartati i due peggiori risultati ottenuti, di cui uno nelle prime sei gare e uno nelle seconde sei.

### Categoria I
| Pos. | Pilota              | Vettura                    | Gruppo  | Francia (bandiera) | Austria (bandiera) | Portogallo (bandiera) | Spagna (bandiera) | Rep. Ceca (bandiera) | Polonia (bandiera) | Italia (bandiera) | Slovacchia (bandiera) | Germania (bandiera) | Svizzera (bandiera) | Slovenia (bandiera) | Croazia (bandiera) | Punti |               |
| ---- | ------------------- | -------------------------- | ------- | ------------------ | ------------------ | --------------------- | ----------------- | -------------------- | ------------------ | ----------------- | --------------------- | ------------------- | ------------------- | ------------------- | ------------------ | ----- | ------------- |
| 1    | Igor Stefanovski    | Mitsubishi Lancer Evo IX   | N+3000  | 25                 | 25                 | (7.5)                 | 25                | 18                   | 25                 | 25                | (15)                  | 25                  | 25                  | 25                  | 18                 | 236   | foto Rechberg |
| 2    | Jaromír Malý        | Mitsubishi Lancer Evo VIII | A+3000  | 12.5               | 25                 | (-)                   | -                 | 25                   | 25                 | 12.5              | 25                    | 12.5                | 25                  | 25                  | (-)                | 187.5 | foto Rechberg |
| 3    | Jiří Los            | Mitsubishi Lancer Evo IX   | N+3000  | 18                 | 18                 | (12.5)                | 18                | 25                   | 15                 | (-)               | 12                    | 18                  | 15                  | 15                  | 15                 | 169   | foto Rechberg |
| 4    | Christian Schweiger | Mitsubishi Lancer Evo VIII | A+3000  | (7.5)              | 18                 | 12.5                  | 25                | 15                   | 15                 | (-)               | 18                    | -                   | -                   | 18                  | 18                 | 139.5 | foto Rechberg |
| 5    | Oskar Beneš         | Mitsubishi Lancer Evo X    | N+3000  | 15                 | 12                 | (-)                   | -                 | 10                   | 12                 | 12                | 8                     | 12                  | 12                  | (-)                 | 12                 | 105   | foto Rechberg |
| 6    | Lukáš Vojáček       | Mitsubishi Lancer Evo VIII | A+3000  | 9                  | 15                 | (-)                   | -                 | 18                   | 12                 | (-)               | 15                    | 9                   | -                   | -                   | 25                 | 103   | foto Rechberg |
| 7    | Martin Jerman       | Mitsubishi Lancer Evo IX   | N+3000  | 10                 | 6                  | (-)                   | -                 | 4                    | 10                 | 15                | (6)                   | 6                   | 18                  | 10                  | 10                 | 89    | foto Rechberg |
| 8    | Yannick Bodson      | Porsche 997 GT3 Cup        | GT+3000 | 9                  | 12.5               | (-)                   | -                 | -                    | -                  | (-)               | -                     | 12.5                | 12.5                | -                   | 12.5               | 59    | foto Rechberg |
| 9    | Dan Blaho           | Mitsubishi Lancer Evo X    | N+3000  | 12                 | 8                  | (-)                   | -                 | 6                    | 8                  | 10                | 10                    | 4                   | (-)                 | -                   | 1                  | 59    | foto Rechberg |
| 10   | Dominik Pavlu       | Renault Clio Rs            | A-2000  | (-)                | 10                 | -                     | -                 | 10                   | -                  | (-)               | 8                     | 7.5                 | -                   | 8                   | -                  | 43,5  | foto Rechberg |

Tra parentesi i due risultati scartati

### Categoria II
| Pos. | Pilota           | Vettura                 | Gruppo     | Francia (bandiera) | Austria (bandiera) | Portogallo (bandiera) | Spagna (bandiera) | Rep. Ceca (bandiera) | Polonia (bandiera) | Italia (bandiera) | Slovacchia (bandiera) | Germania (bandiera) | Svizzera (bandiera) | Slovenia (bandiera) | Croazia (bandiera) | Punti |               |
| ---- | ---------------- | ----------------------- | ---------- | ------------------ | ------------------ | --------------------- | ----------------- | -------------------- | ------------------ | ----------------- | --------------------- | ------------------- | ------------------- | ------------------- | ------------------ | ----- | ------------- |
| 1    | Simone Faggioli  | Norma M20 FC            | E2-SC 3000 | 25                 | 25                 | 25                    | 25                | 25                   | (-)                | (25)              | 25                    | 25                  | 25                  | 25                  | 25                 | 250   | foto Rechberg |
| 2    | Fausto Bormolini | Reynard K02             | E2-SS 3000 | (-)                | 25                 | 12.5                  | 18                | 25                   | 18                 | 18                | 25                    | 15                  | 18                  | (-)                 | 18                 | 192.5 | foto Rechberg |
| 3    | Dan Michl        | Lotus Evora             | E2-SH 3000 | 12.5               | 18                 | (-)                   | -                 | -                    | 25                 | 25                | 25                    | (-)                 | 12.5                | 18                  | 25                 | 161   | foto Rechberg |
| 4    | Federico Liber   | Reynard 01L             | E2-SS 3000 | 18                 | 18                 | (9)                   | 15                | 12                   | 10                 | 15                | 15                    | 18                  | (-)                 | 25                  | -                  | 146   | foto Rechberg |
| 5    | Miloš Beneš      | Osella FA30-Zytek       | E2-SS 3000 | (-)                | -                  | 7.5                   | 25                | 18                   | 25                 | (-)               | 18                    | 25                  | -                   | -                   | 25                 | 143.5 | foto Rechberg |
| 6    | Otakar Krámský   | Reynard K14             | E2-SS 3000 | (-)                | 15                 | 6                     | 12                | 15                   | 12                 | 12                | 12                    | (10)                | 12                  | 18                  | 15                 | 129   | foto Rechberg |
| 7    | Petr Vítek       | Osella PA20S            | E2-SC 3000 | (-)                | 10                 | 15                    | 12                | 10                   | 12.5               | (-)               | 12                    | 12                  | 12                  | 15                  | 15                 | 125.5 | foto Rechberg |
| 8    | Karel Stehlík    | Mitsubishi Eclipse      | E2-SH+3000 | (-)                | 12                 | -                     | -                 | 18                   | 15                 | 12                | 15                    | (-)                 | -                   | -                   | 18                 | 90    | foto Rechberg |
| 9    | Veronika Cichá   | Mitsubishi Lancer WRC05 | E2-SH+3000 | (-)                | 10                 | -                     | -                 | 15                   | 12                 | 10                | 12                    | 8                   | (-)                 | -                   | -                  | 67    | foto Rechberg |
| 10   | Dušan Nevěřil    | Norma M20 FC            | E2-SC 3000 | (-)                | 15                 | -                     | -                 | 15                   | -                  | (-)               | 15                    | 15                  | -                   | -                   | -                  | 60    | foto Rechberg |

Tra parentesi i due risultati scartati